# 九龍巴士296M線
九龍巴士296M線是香港新界將軍澳新市鎮區內一條來往康盛花園及坑口站的巴士路線。

## 歷史
- 1998年8月10日：本線前身296投入服務，來往康盛花園及尚德邨，途經寶林邨及坑口區。
- 1999年3月21日：改為循環模式運作，不入尚德總站而改停唐明街尚德商場外。
- 2002年7月15日：星期一至五早上十時後及星期六、假日全日繞經運亨路及運隆路（將軍澳圖書館、體育館及游泳池）。
- 2002年8月11日：配合將軍澳綫通車，296線更改編號為296M線，繞經寶林巴士總站，並增設與將軍澳其他九巴路線的轉乘優惠。
- 2002年11月24日：取消循環模式運作，以坑口地鐵站為總站；並大幅更改行車路線，先經寶林、新都城及將軍澳游泳池，再往尚德邨，最後經靈實醫院和將軍澳醫院返回坑口。
- 2007年12月2日：配合兩鐵合併，坑口地鐵站改稱坑口鐵路站。
- 2008年6月8日：本線全程收費提升至 $4.4。
- 2008年7月27日：往坑口方向改經寶康路，加停茵怡花園，但仍繞經將軍澳游泳池。
- 2011年5月15日；本線全程收費提升至 $4.6，往康盛方向寶琳北路加停欣明苑。
- 2013年3月17日：本線全程收費提升至 $4.9。
- 2013年12月2日：為配合692取消，增設與690的轉乘優惠，並加開特別班次由唐明苑單方向往康盛花園，只限星期一至五早上繁忙時段行走，方便居住唐明苑和尚德邨一帶的學生前往學校。
- 2015年3月21日：增設到站時間預報。[6]
- 2017年3月4日：往康盛花園方向繞經運隆路，並增設「寶康公園」分站。[7][8]

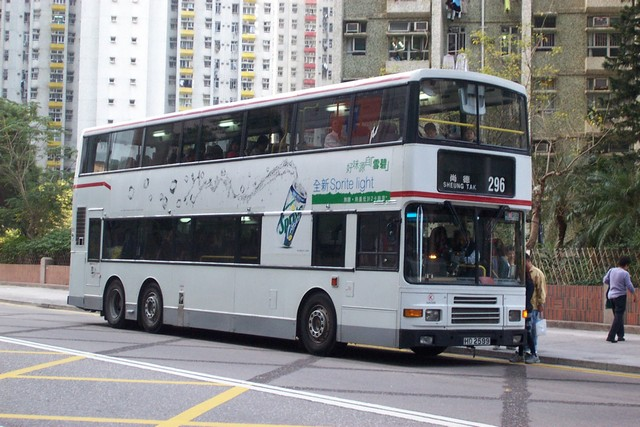
296M線前身296線（攝於欣明苑）

## 服務時間及班次
| 康盛花園開           | 康盛花園開  | 康盛花園開   | 坑口站開 | 坑口站開    | 坑口站開     |
| 日期                 | 服務時間    | 班次（分鐘） | 日期     | 服務時間    | 班次（分鐘） |
| -------------------- | ----------- | ------------ | -------- | ----------- | ------------ |
| 星期一至五           | 06:00-07:00 | 30           | 每日     | 05:50       | 05:50        |
| 星期一至五           | 07:15       | 07:15        | 每日     | 06:15-00:15 | 30           |
| 星期一至五           | 07:30-09:10 | 25           |          |             |              |
| 星期一至五           | 09:10-00:10 | 30           |          |             |              |
| 星期六、日及公眾假期 | 06:00-07:40 | 25           |          |             |              |
| 星期六、日及公眾假期 | 07:40-00:10 | 30           |          |             |              |

特別班次
- 唐明苑→康盛花園
  - 星期一至五上課日：07:20、07:35

特別班次逢星期六、日、公眾假期及學校假期不設服務

## 收費
全程：$5.6
| - 本線設有12歲以下小童及65歲或以上長者半價優惠。 - 65歲或以上香港居民使用「樂悠咭」，以及12歲以下合資格殘疾兒童使用「殘疾人士身份」個人八達通繳付車資，均可享有每程$2.0或半價（以較低者為準）的票價優惠；12至64歲合資格殘疾人士使用「殘疾人士身份」個人八達通（包括「樂悠咭」），以及60至64歲香港居民使用「樂悠咭」繳付車資，均可享有每程$2.0或全費（以較低者為準）的票價優惠。 - 65歲或以上長者如使用長者或一般個人八達通繳付車資，則只可享有半價優惠；12至64歲合資格殘疾人士如不使用「殘疾人士身份」個人八達通，以及60至64歲人士如不使用「樂悠咭」繳付車資，必須繳付全費。 - 乘客可以現金或八達通於上車時付款，不設找續。 - 每位成人乘客可免費攜帶最多兩名4歲以下而不佔座位的兒童乘客乘車，超額之4歲以下小童必須繳付小童車費乘車。 - 持有「九巴月票」之乘客在車票有效期內，每日可享最多10程任何九龍巴士及龍運巴士路線（包括本路線，以及聯營路線的九龍巴士／龍運巴士提供的班次；惟乘搭機場「A」及「NA」線則可享原價二七折優惠（不會計算每天10次合資格車程））；而B1線則每日可享最多各2程（不會計算每天10次合資格車程）。 - 九龍巴士、城巴、龍運巴士及陽光巴士全職員工及家屬（不包括外判職員）可免費乘搭本路線，惟必須拍職員或職員家屬八達通。 - 乘客亦可透過多元化電子支付系統（e度嘟）繳付車資，包括使用非接觸式VISA卡、JCB卡、萬事達卡、銀聯卡、美國運通、大來國際、Discover Card、Apple Pay、Google Pay、Samsung Pay、AlipayHK「易乘碼」、支付寶、WeChatHK／微信支付「搭車碼」、銀聯雲閃付「乘車碼」及BOC Pay「乘車碼」。乘客使用此付款方式，使用此支付方式的乘客可享有中途下車之分段收費，以及與其他九巴／龍運獨營路線或聯營線九巴／龍運班次之轉乘優惠，惟不適用於與非九巴／龍運路線之轉乘優惠，亦不能享有「公共交通費用補貼計劃」及「長者及合資格殘疾人士公共交通票價優惠計劃」。 |

### 八達通轉乘優惠
乘客登上本線後150分鐘內以同一張八達通卡轉乘以下路線，或從以下路線登車後150分鐘內以同一張八達通卡轉乘本線，次程可獲車資折扣優惠：
296M←→298E，次程可獲$4.2折扣優惠
- 296M往坑口站 → 298E往將軍澳工業邨
- 298E往坑口站 → 296M往康盛花園

296M←→九龍路線，次程可獲$4.2折扣優惠
- 296M往坑口站 → 91M往鑽石山站
- 91M往寶林 → 296M往康盛花園
- 296M往康盛花園 → 93A、93K、93M、95、95M、98A、98C/S、98D/P、296A、296C、296D或297(P)往九龍
- 93A、93K、93M、95、95M、98A、98C/S、98D/P、296A、296C、296D或297往將軍澳 → 296M往坑口站

296M←→290(A)，次程可獲$4.2折扣優惠
- 296M任何方向←→290(A/X)任何方向

296M←→690
- 296M往康盛花園 → 690往中環，回贈首程車資
- 690往康盛花園 → 296M往坑口站，次程車資全免

## 使用車輛
現時本線使用1輛富豪B9TL 12米（AVBE）及1輛亞歷山大丹尼士Enviro 500 MMC 12米（E5T）雙層巴士及2輛富豪B7RLE 12米（AVC）單層巴士，均屬將軍澳車廠。
| 車隊編號 | 車牌   |
| -------- | ------ |
| AVBE71   | NE2059 |
| AVC54    | RG6339 |
| AVC56    | RG7354 |
| E5T20    | TK1612 |

## 行車路線
康盛花園開經：林盛路、寶琳北路、佳景路、寶林公共運輸交匯處、欣景路、寶豐路、寶康路、運亨路、運隆路、寶康路、唐明街、迴旋處、唐明街、寶康路、靈康路、寶順路、迴旋處、寶寧路、坑口（北）公共運輸交匯處、寶寧路、迴旋處、寶寧路、常寧路、重華路及培成路。
坑口站開經：名成街、常寧路、寶寧路、坑口（北）巴士總站、寶寧路、迴旋處、寶寧路、迴旋處、寶順路、唐明街、寶康路、運隆路、運亨路、寶康路、寶豐路、欣景路、佳景路、寶琳北路及林盛路。

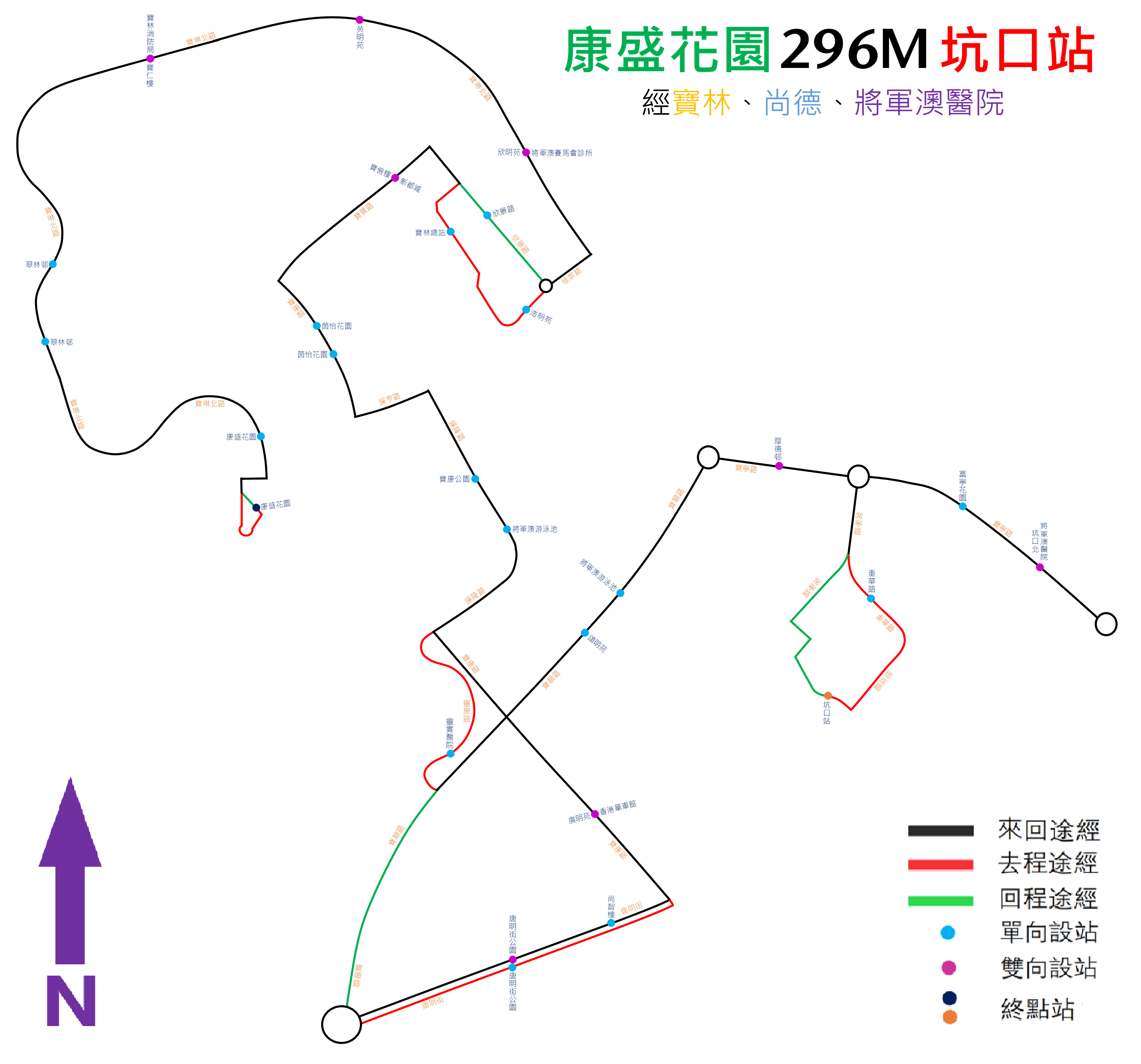
296M線的走線圖

具體停站請參考資訊框。

## 使用狀況
- 本線雖以康盛花園及坑口站作總站，但主要客源是尚德邨來往將軍澳北的乘客。專線小巴15線的總站幾乎與本線相同，但兩者客源實際上完全不同。
- 本線曾經是尚德邨往返寶林和翠林及康盛的唯一路線，但在新巴奪得將軍澳南路線的經營權後，曾一度開辦一條由調景嶺站循環坑口北（經尚德）的796線，但因796線過份繞路，乘客寧付出較貴車資（本線收費$4.2，796線收費$3.2）都不願乘搭796線，結果796線最終因客量不足而被專線小巴路線108A取代。可是，由於108A依然繞路，故對本線的影響不大。
- 港鐵對本線影響亦有限，因為由尚德邨步行至將軍澳站需時7-10分鐘，但由尚德邨步往寶林和坑口只需時15-25分鐘。港鐵並不比步行為快，如果為了省錢，步行更佳。
- 本線最大競爭者其實不是任何公共交通工具，而是步行和踏單車；本線行車里數接近10公里，但實際只在同一地方繞路，由大部份地方步行往尚德邨，均在25分鐘步程內，踏單車更只需5-10分鐘。本線班次15-25分鐘一班，收費亦貴（尚德邨循環港鐵牛頭角站的296A與本線同價），故部分尚德居民都寧可步行或踏單車，都不願乘搭本線。而在其他地區，由於已經有便宜和頻密的小巴服務，故很少人會在非來往尚德邨的情況下乘搭本線，除了一些不用付款的九巴員工或其家屬，學生、能享有半價優惠的小童、能享用$2票價的長者和少量轉乘客外。
- 本線雖然有轉乘優惠，而很多翠林邨和康盛花園居民都搭98D線到寶林再轉車回家，但大多數乘客均寧願乘搭小巴15，15M或105線，放棄轉乘優惠都不願意長時間等候本線，乘客多數剛好碰見本線巴士才乘搭。由於105班次頻密，故轉乘優惠效果甚低。
- 現時本線的主要客源是學生，在上下課時間，本線早上會有頂閘情況出現。在非繁忙時間，客量偏低。
- 雖然將軍澳運動場啟用後，本線與新巴792M線設站連接運動場，但坑口亦可來往運動場，不會影響客量。
- 區議員曾多次要求本線繞經調景嶺，但都遭九巴及運輸署以增加行車時間為由否決。直到城巴E22A線延長到康盛花園、九巴開辦290系列路線（290X更取道寶康路往返尚德及康盛，不需繞經寶林和坑口），山上往返尚德邨可有更多選擇，更可前往將軍澳市中心及調景嶺，繼而進一步分薄本線客量。九巴在2021年7月推出將軍澳區短途分段收費後，乘搭290系路線往荃灣方向在將軍澳區內下車拍卡可獲車費回贈（合共$5.6），令本線進一步流失學生客。

## 資料來源
1. ↑  此站位於寶順路
2. ↑  此站位於東行站
3. ↑  此站位於西行站
4. ↑  此站位於運隆路
5. 1 2  . 九龍巴士（一九三三）有限公司.   [2023-07-09]. （原始内容存档于2023-06-25） （中文（香港））.
6. ↑  〈http://www.kmb.hk/tc/news/press/archives/news201503192212.html （页面存档备份，存于） 九龍巴士（一九三三）有限公司，100條九巴及龍運路線增設巴士到站時間預報系統〉［新聞稿］，2015年3月21日。
7. ↑  香港特別行政區政府運輸署，〈九巴第296M號線（康盛花園－坑口站）更改路線 （页面存档备份，存于）〉［交通通告］，2017年3月1日。
8. ↑  九龍巴士（一九三三）有限公司，〈296M 往康盛花園方向將改行運隆路並加停寶康公園 （页面存档备份，存于）〉［乘客通告］，2017年3月1日。

- 《二十世紀新界（東）區巴士路線發展史》，ISBN 9789628414642，146頁
- 681巴士總站網站 （页面存档备份，存于）

## 外部連結
- 九巴官方路線資料：296M （页面存档备份，存于）